# 时寒冰
时寒冰（1972年2月—），字暖之，河南省驻马店上蔡县人，中国时事评论家、学者。是「2010年中国互联网九大风云人物」之一。

## 生平
时寒冰居住于上海，MBA硕士。中国财经传媒人联盟特邀观察员，《上海证券报》评论版主编，并曾兼任新华社所属《现代金报》和《现代快报》评论主编，曾主编网刊《中国》，并曾作为中央人民广播电台特邀嘉宾发表时事评论。他是凤凰博报特约顾问、南京大学客座教授。后负责中国证券网评论。
2010年12月，被30多万网民公推为与郎咸平、戴旭、于建嵘、郭一平、张宏良、孙锡良、易宪容、曹建海并列的「2010中国互联网九大风云人物」之一。

## 著作
- 2009年1月出版《当次贷危机改变世界：中国怎么办》[3]
- 2011年7月出版《时寒冰说：经济大棋局我们怎么办》
- 2012年9月出版《时寒冰说：欧债真相警示中国》
- 2014年7月出版《时寒冰说：未来二十年 经济大趋势（现实篇）》
- 2014年8月出版《时寒冰说：未来二十年 经济大趋势（未来篇）》